# Trevor Hogan
Pour les articles homonymes, voir Hogan.
Pas d'image ? Cliquez ici

a Compétitions nationales et continentales officielles uniquement.

b Matchs officiels uniquement.
Trevor Hogan, né le 23 septembre 1979 en Irlande, est un joueur de rugby à XV, qui joue avec la province de Leinster au poste de deuxième ligne (1,96 m et 106 kg).

## Carrière

### En club
- 2002-2006 : Munster
- 2006-2011 : Leinster

Il a disputé cinq matchs de Coupe d'Europe avec le Munster, 57 rencontres en tout, débutant contre Swansea en septembre 2002. Il évolue en club depuis 2002 avec Shannon RFC en championnat irlandais de première division qu'il a remporté à plusieurs reprises, après avoir débuté à Nenagh Ormond, et rejoint Blackrock College RFC et Trinity College.
Il rejoint la province du Leinster en 2006.

### En équipe nationale
Il a eu sa première cape internationale avec l'Irlande le 12 juin 2005 contre l'équipe du Japon en tant que remplaçant. Il connaît une deuxième sélection une semaine plus tard toujours comme remplaçant. En 2007, il joue le tournoi des six nations 2007 contre l'Italie à Rome avant d'affronter l'Argentine en tournée.

## Palmarès

### En club
- championnat irlandais de première division (Shannon RFC)
- Finaliste de la Coupe d'Europe 2006.

### En équipe nationale
(Au 20 mai 2009)
- 4 sélections
- 2 en 2005, 2 en 2009
- participation au tournoi des six nations 2007